# Dicranum filifolium
Dicranum filifolium là một loài rêu trong họ Dicranaceae. Loài này được Hornsch. mô tả khoa học đầu tiên năm 1840.